# 丟失的書信
丟失的书卷是指在《聖經》曾經提及的書信或章卷，但在今日的《聖經》並沒有出現的部分。根據在公元前60年寫成的次經《馬加比傳》下卷曾記載尼希米的一個圖書館，內藏了大衛的筆記、列王獻祭的筆記、及不少列王與先知的典籍。而尼希米生活在大約公元前445 年，所以一般認同《塔納赫》正典化是在公元前5世紀下半葉才開始進行。而相信在這段期間，有不少未完成的經典。
後世雖然偶然亦有發現相關書卷，但後來都被證實是後人偽託的。本頁按照其所提及的部份，分為「舊約」及「新約」兩部分。

## 书卷列表

### 希伯来圣经
1. 盟约书（Book of the Convent）[2]
2. 上主战记（book of the wars of the LORD）[3]
3. 雅煞珥书（Sefer haYashar）[4][5]
4. 撒母耳书（撒上10:25）
5. 所罗门行传（王11:41）
6. 以色列诸王记 （代上9:1，代下20:34）
7. 大卫王记 （代上 27:24）
8. 先见撒母耳的书（代上 29:29）
9. 先知拿单并先见迦得的书（代上 29:29）
10. 亚比雅语言（代下9:29）
11. 先见易多所见（代下9:29）
12. 先知示玛雅（代下12:15）
13. 易多族谱（代下12:15）
14. 易多传（代下13:22）
15. 耶户书（代下20:34）
16. 乌西雅行传（代下26:22）
17. 以色列和犹大列王记 （代下27:7, 35:27, 36:8）
18. 列王行傳 [6]
19. 先见言[6]
20. 亚哈随鲁的历史书（以斯帖记二章23节，六章1节）
21. 纪念册（玛拉基书三章16节）

### 新约圣经
1. 哥林多书 林前5:9
2. 以弗所书信 弗3：3
3. 老底加致歌羅西書 西4：16
4. 拿撒勒预言

## 外部連結
- LOST BOOKS OF THE BIBLE? （英文）